# Soldados (canção)
"Soldados" é uma canção composta por Renato Russo e Marcelo Bonfá e lançada em 1985 no álbum de estreia epônimo da banda Legião Urbana. 

## Contexto e composição
Segundo a amiga do Renato Russo Leo Coimba na revista Flashback, Renato Russo escreveu a letra da música depois que ele leu um livro sobre as grandes guerras. A canção é famosa por ser segundo ao próprio Renato Russo a "primeira música com uma sensibilidade mais gay", a faixa foi tocada pela primeira vez ao vivo no dia 28 de abril de 1984 em São Paulo. Dado Villa-Lobos, no livro Memórias de um Legionário considera a faixa "minha música preferida do primeiro disco".

## Laçamento
A faixa foi lançado como single promocional do álbum, e também recebeu um videoclipe que foi produzido por Martha Ferraris. Uma versão ao vivo da música foi mas tarde incluinda no álbum Música p/ Acampamentos como um Pot-pourri das canções Blues da Piedade, Faz Parte do Meu Show e Nascente.

## Faixas
12" PROMO (EMI 9951 994)
| Lado A |                           |                    |                    |         |  |
| N.º    | Título                    | Compositor(es)     | Intérprete         | Duração |  |
| 1.     | "Banda Nova"              | Vinicius Cantuária | Vinicius Cantuária | 2:57    |  |
| 2.     | "Primeiros Erros (Chove)" | K. Zambianchi      | Kiko Zambianchi    | 3:38    |  |
| 3.     | "A Hora Do Amor"          |                    | Mercado Comum      | 3:55    |  |

| Lado B |            |                                  |               |         |  |
| N.º    | Título     | Compositor(es)                   | Intérprete    | Duração |  |
| 4.     | "Nuvens"   | Flávio Venturini, Ronaldo Bastos | 14 Bis        | 4:10    |  |
| 5.     | "Soldados" | Marcelo Bonfá, Renato Russo      | Legião Urbana | 4:50    |  |